# Ichneumon confusor
Ichneumon confusor är en stekelart som beskrevs av Johann Ludwig Christian Gravenhorst 1820. Ichneumon confusor ingår i släktet Ichneumon och familjen brokparasitsteklar. Arten är reproducerande i Sverige. Inga underarter finns listade i Catalogue of Life.

## Bildgalleri

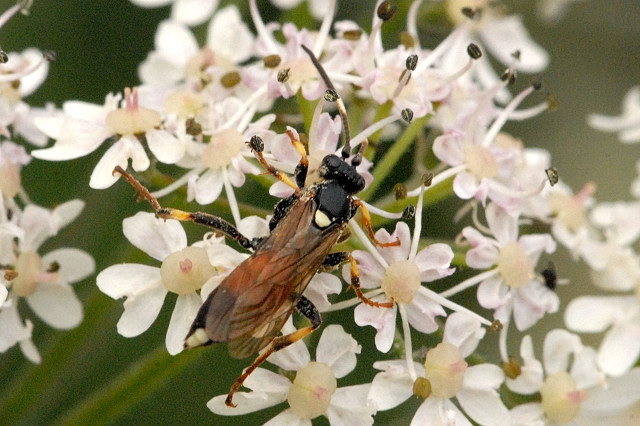
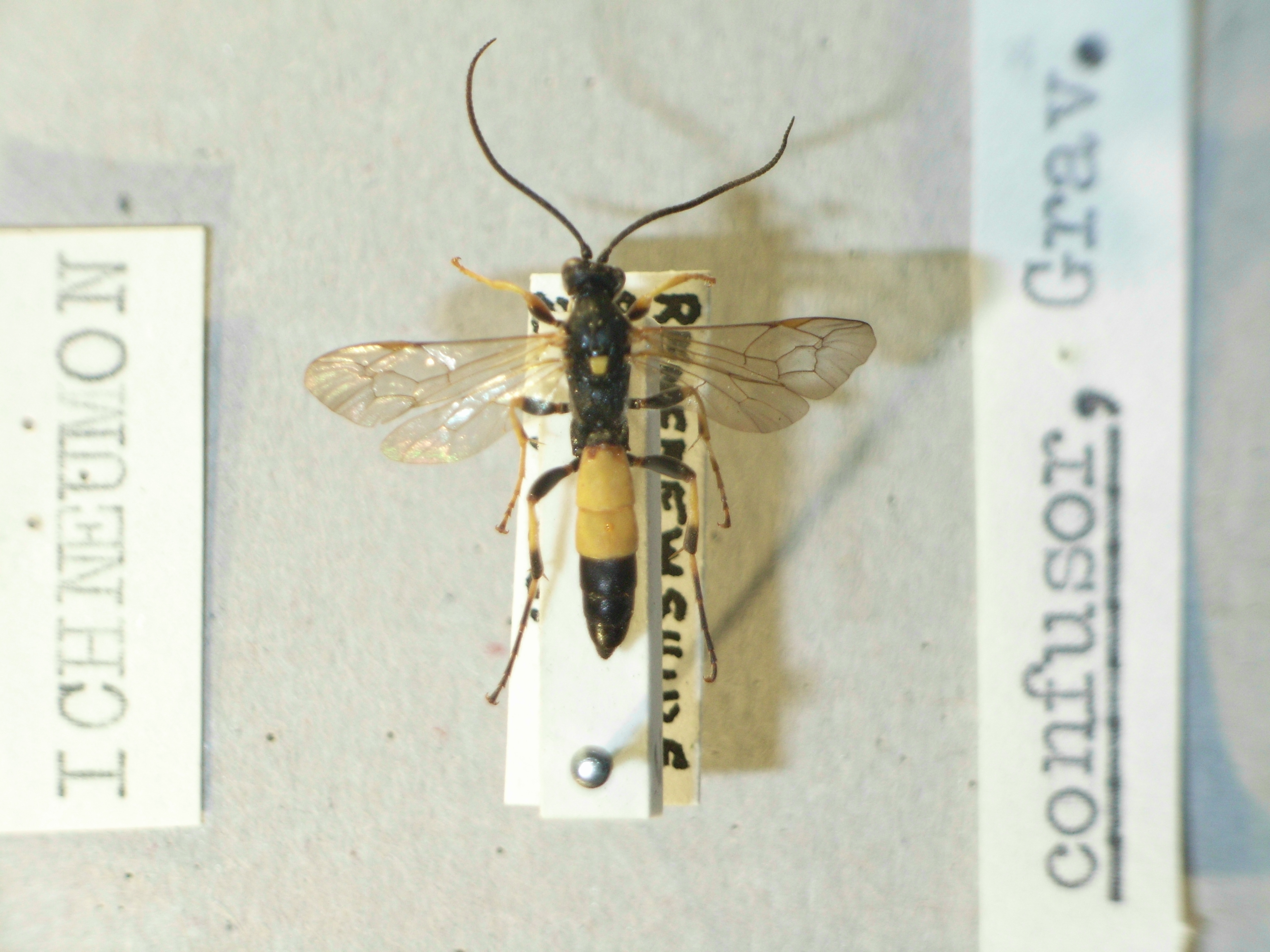